# Instituto de Justiça de Jerusalém
O Instituto de Justiça de Jerusalém (JIJ) é uma organização de direitos humanos sem fins lucrativos em Israel. O JIJ trabalha com direitos humanos e direito civil, advogando nas cortes de Israel, no parlamento Israelense (Knesset), governos internacionais, no meio acadêmico, nos fóruns de mídia em Israel e ao redor do mundo. O Instituto trabalha e auxilia para quem mais necessita de seus direitos como os sobrevivente do Holocausto, mulheres, homens e crianças que estão presos na prostituição, soldados do exército israelense (IDF) que não tem casa ou família e a minoria religiosa e étnica que vive em Israel.  O instituto de Justiça de Jerusalém foi fundado em 2004 pelo Advogado Calev Myers, sócio da Yehuda Raveh & Co. Law Offices, um renomado escritório de advocacia em Israel. Myers trabalhou ao lado de membros do Knesset e de ministros do governo para criar uma reforma social para beneficiar as classes menos privilegiadas da sociedade israelense.

## Principais Áreas de Atuação

### Defesa Dos Direitos Humanos
O Instituto de Justiça de Jerusalém (JIJ) já teve um impacto considerável na defesa dos direitos humanos em Israel e região. Membros do instituto pressionaram com êxito o Parlamento Europeu, o Conselho de Direitos Humanos, bem como os parlamentos da Finlândia, a Suécia, a Suíça e a França, pedindo-lhes para reconsiderar o que foi constatado pelos membros do JIJ em relação às políticas de financiamento no qual houve diversas irregularidades por parte da Autoridade Palestina. Além disso, o JIJ realizou pesquisas, entrevistas e reportagens sobre os abusos dos Direitos Humanos cometidos pela Autoridade Palestina e o Hamas. Os resultados foram submetidos a várias organizações  internacionais, bem como diversas universidades em todo o mundo, como Oxford, MIT, Universidade de Toronto, Universidade da Califórnia em Berkeley, Universidade de Helsínquia, Universidade de Uppsala e muitas outras.
O Instituto de Justiça de Jerusalém (JIJ), é um dos líderes no combate ao AntiSemitismo, com um enfoque atual sobre o movimento BDS, por meio de resultados de intensas pesquisas, que são publicadas e divulgadas em redes sociais, reportagens e palestras.

### Ajuda Humanitária
O Instituto de Jerusalém de Justiça presta assistência a soldados israelenses em um projeto chamado soldados solitários. Os soldados solitários são jovens que não tem suporte familiar e consequentemente não tem um lugar para morar enquanto fora do exercício militar, a maioria destes soldados ficam em alojamentos fornecidos pelo exército israelense (IDF). O JIJ fornece Shabbat semanais com refeições, celebrações de festas tradicionais, assistência humanitária e atividades de lazer. Uma das mais significativas conquistas do JIJ neste projeto foi conseguir uma decisão positiva do parlamento israelense (Knesset) para melhorar significativamente as condições de vida desses soldados solitários em Israel.
Além do projeto de soldados solitários, o JIJ oferece ajuda humanitária, bem como assistência jurídica aos sobreviventes do Holocausto, Etíopes que se mudaram para Israel e outras minorias.

### Promovendo a Dignidade Humana e a luta contra o Tráfico de Pessoas
O Instituto de Justiça de Jerusalem está promovendo um projeto de lei sobre anti-prostituição baseado no Modelo Nórdico em Israel. Isto irá criminalizar os clientes da indústria do sexo e parar com o abuso das pessoas presas na prostituição. JIJ é parte da "Coalizão para Combater a Prostituição e o Tráfico de seres Humanos" e tem uma presença contínua no Subcomitê do Knesset de combate ao tráfico de seres humanos e prostituição. JIJ possui diversas campanhas online sobre questões relacionadas com a dignidade humana e a prostituição, e também realizando parcerias com escolas israelenses. Em agosto de 2016, o JIJ foi um dos principais parceiros na organização de uma manifestação de protesto em Tel-Aviv, que apelou para a implementação do Modelo Nórdico e para a criminalização da prostituição em Israel. A manifestação ocorreu em frente a um conhecido clube de strip de Tel Aviv. 

### Igualdade de Etnia e Religião
O Instituto de Justiça de Jerusalém atuou em mais de 750 processos legais envolvendo diversas competências da esfera jurídica israelense, e ganhou 22 petições na Suprema Corte Israelense envolvendo casos de direito de família, cidadania e mais. No dia 14 de Janeiro de 2012, o Instituto de Justiça de Jerusalem entrou com uma petição na Corte de 2 Instância de Israel  para revogar a Emenda 17, uma lei de 2010 que concedeu as sinagogas uma isenção de 100% sobre os impostos municipais sobre a propriedade, no qual sob a visão do Instituto é anti democrática . Devido a esta petição da JIJ, em 2 de agosto de 2012, o Knesset oficialmente estendeu a Emenda 17 para incluir todas as casas de culto e estudos religiosos em Israel.

### Estágio e Pesquisa
O Instituto de Justiça de Jerusalem tem um programa de estágio que conta com 40 estagiários por ano. Os estagiários vem para Israel de diferentes partes do mundo, e entram para o JIJ para atuar em diferentes áreas, como direitos humanos, direito internacional, direito civil, política, publicidade etc.